# 電気用品部品・材料認証協議会
電気用品部品・材料認証協議会（CMJ、でんきようひん・ざいりょうにんしょうきょうぎかい、英語表記：Certification Management Council for Electrical and Electronic Components and Materials of Japan）とは、電気製品の第三者認証に関する協議会。

## 概要
電気用品部品・材料協議会（CMJ）は、電気製品等の製造者団体、電気製品等に使用される部品・材料の製造者団体、認証機関（一般財団法人電気安全環境研究所及び一般財団法人日本品質保証機構）等で構成され構成員の相互理解を深め「電気製品に使用される部品・材料登録制度」（以下「CMJ登録制度」という）の普及等の促進を図ると共に、認証機関に対してCMJ登録制度の公正な運用に関する提言を行い、併せて電気製品に使用される部品、材料の安全性確保に貢献することを目的として設立された。

## 参加会員
電気製品等の製造者団体、電気製品等に使用される部品・材料の製造者団体（15団体）、認証機関（2機関）等で構成している。

## 運営認証機関
- 一般財団法人電気安全環境研究所
- 一般財団法人日本品質保証機構